# Donald Paige
Donald « Don » Paige (né le 13 octobre 1956 à Baldwinsville) est un athlète américain, spécialiste des courses de demi-fond. 

## Biographie
Don Page établit la meilleure performance mondiale de l'année sur 800 m en 1980, en 1 min 44 s 53.
En 1979, il remporte la médaille d'or du 1 500 m des Jeux panaméricains à San Juan. 

### Palmarès
| Date | Compétition        | Lieu     | Résultat | Épreuve | Performance  |
| ---- | ------------------ | -------- | -------- | ------- | ------------ |
| 1979 | Jeux panaméricains | San Juan | 1er      | 1 500 m | 3 min 40 s 4 |

### Records
| Épreuve | Performance   | Lieu   | Date             |
| ------- | ------------- | ------ | ---------------- |
| 800 m   | 1 min 44 s 29 | Rieti  | 4 septembre 1983 |
| 1 500 m | 3 min 37 s 33 | Walnut | 17 juin 1979     |